# Roemenië op de Olympische Winterspelen 1976
Tijdens de Olympische Winterspelen van 1976, die in Innsbruck (Oostenrijk) werden gehouden, nam Roemenië voor de tiende keer deel.

## Deelnemers en resultaten

### Alpineskiën
| Olympiër    | Discipline       | Resultaat | Prestatie                        |
| ----------- | ---------------- | --------- | -------------------------------- |
| Ion Cavași  | afdaling (m)     | 57e       | 2.00,19 (+14,46)                 |
| Ion Cavași  | reuzenslalom (m) | dns-2     | niet gestart run 2               |
| Ion Cavași  | slalom (m)       | 30e       | 2.21,32 (+18,03) 1.08,59+1.12,73 |
| Dan Cristea | afdaling (m)     | 49e       | 1.55,63 (+9,90)                  |
| Dan Cristea | reuzenslalom (m) | 45e       | 4.05,29 (+38,32) 2.01,78+2.03,51 |
| Dan Cristea | slalom (m)       | 34e       | 2.27,57 (+24,28) 1.10,70+1.16,87 |

### Biatlon
| Olympiër                                                             | Discipline             | Resultaat | Prestatie                                                                                  |
| -------------------------------------------------------------------- | ---------------------- | --------- | ------------------------------------------------------------------------------------------ |
| Gheorghe Voicu                                                       | 20 km (m)              | 16e       | 1:21.01,52 (+6.49,26) pen.: 5 (1 / 2 / 1 / 1)                                              |
| Gheorghe Gârniță                                                     | 20 km (m)              | 31e       | 1:24.53,84 (+10.41,58) pen.: 4 (0 / 0 / 2 / 2)                                             |
| Nicolae Cristoloveanu                                                | 20 km (m)              | 45e       | 1:28.15,53 (+14.03,27) pen.: 8 (0 / 2 / 1 / 5)                                             |
| Nicolae Cristoloveanu Gheorghe Voicu Victor Fontana Gheorghe Gârniță | 4x7,5 km estafette (m) | 10e       | 2:09.54,40 (+11.58,76) pen.: 7 (4 / 0 / 1 / 2) (35.23,57 / 30.26,75 / 32.01,12 / 32.02,96) |

### Bobsleeën
| Olympiër                                                               | Discipline                | Resultaat | Prestatie                                       |
| ---------------------------------------------------------------------- | ------------------------- | --------- | ----------------------------------------------- |
| Ion Panțuru Gheorghe Lixandru                                          | 2-mansbob (m) Roemenië I  | 11e       | 3.50,09 (+5,67) (57,15 / 57,43 / 57,85 / 57,66) |
| Dragoș Panaitescu Costel Ionescu                                       | 2-mansbob (m) Roemenië II | 12e       | 3.50,53 (+6,11) (57,95 / 57,66 / 57,58 / 57,34) |
| Dragoș Panaitescu Paul Neagu Costel Ionescu Gheorghe Lixandru          | 4-mansbob (m) Roemenië I  | 8e        | 3.43,91 (+3,48) (55,54 / 55,51 / 56,18 / 56,68) |
| Ion Panțuru Constantin Romaniuc Alexe Gheorghe Tănăsescu Mihai Nicolau | 4-mansbob (m) Roemenië II | 14e       | 3.46,70 (+6,27) (56,09 / 56,23 / 56,81 / 57,57) |

### IJshockey
| Olympiër | Discipline | Resultaat | Prestatie |
| --- | ---------- | --------- | --- |
| Valerian Netedu Vasile Morar Elöd Antal Șandor Gal George Justinian Ion Ioniță Dezideriu Varga Doru Moroșan Doru Tureanu Dumitru Axinte Eduard Pană Vasile Huțanu Ioan Gheorghiu Tiberiu Mikloș Alexandru Hălăucă Marian Pisaru Nicolae Vișan Marian Costea | mannen     | 7e        | kwalificatieronde: 4 - 7 Roemenië - Polen B-groep (7e-12e plaats): 3 - 1 Roemenië - Japan 3 - 4 Roemenië - Joegoslavië 4 - 3 Roemenië - Oostenrijk 9 - 4 Roemenië - Bulgarije 8 - 4 Roemenië - Zwitserland |

Andorra · Argentinië · Australië · België · Bondsrepubliek Duitsland · Bulgarije · Canada · Chili · Duitse Democratische Republiek · Finland · Frankrijk · Griekenland · Groot-Brittannië · Hongarije · IJsland · Iran · Italië · Japan · Joegoslavië · Libanon · Liechtenstein · Nederland · Nieuw-Zeeland · Noorwegen · Oostenrijk · Polen · Roemenië · San Marino · Sovjet-Unie · Spanje · Taiwan · Tsjecho-Slowakije · Turkije · Verenigde Staten · Zuid-Korea · Zweden · Zwitserland